# Robert Pinget
Robert Pinget (Genebra, 19 de julho de 1919 – Tours, 25 de agosto de 1997) foi um escritor francês de vanguarda, nascido na Suíça, que escreveu vários romances e outras peças em prosa que foram comparadas a Beckett e outros grandes escritores modernistas. Ele também foi associado ao movimento nouveau roman.

## Biografia
Robert Pinget, após concluir seus estudos de direito, trabalhou como advogado em Genebra por um ano. Ele deixou a Suíça em 1946 para Paris, onde ingressou na Escola de Belas Artes.
Em 1966, obtém a nacionalidade francesa e instala-se na Touraine, naquela a que chama a sua "casa de campo", onde escreveria a maior parte dos seus livros. Ali construiu uma torre, e inventou aquela que se considera ser a sua "última veia", ou seja, a série de "cadernos", cuja publicação se iniciou em 1982, com a publicação de Monsieur Songe, que leva o nome desta personagem envelhecida cujo Robert Pinget nunca negou que ele era uma forma de alter ego.

## O trabalho

### Trabalho de ficção
Para as suas obras "românticas", desde a sua entrada nas Éditions de Minuit, Robert Pinget sempre se colocou explicitamente no quadro do Novo Romance ao jogar claramente o jogo de questionamento, que caracteriza este movimento, os códigos da escrita romanesca: enredo, psicologia do personagem, contexto histórico. Os seus romances incluem, assim, sempre uma reflexão sobre a escrita em processo de realização, com um narrador que comenta a sua evolução. Mas ele completa essa reflexão expressando sua sensibilidade e autoanálise.

### Trabalho dramático
A obra dramática inclui vinte obras, reunindo peças de teatro, peças de rádio e roteiros de cinema. No entanto, as distinções de gênero permanecem nebulosas, já que uma peça foi adaptada para a televisão, antes de ser retomada no teatro, e vários romances foram adaptados para o palco. No entanto, é notável que Pinget escreveu para o rádio muito cedo em sua carreira.

### Registros
Robert Pinget nunca admitiu ter escrito um diário, mas os seus últimos textos, atribuídos a “Monsieur Songe” são de facto um diário escrito na terceira pessoa, “lugar de troca e confronto entre ficção e autobiografia”. Ele subverte o gênero como subverteu o romance, nem minutos nem cronologia fundamentada, mas tensão entre memórias, leituras, afetos, palavras relatadas, etc.: “Temas antigos misturados com as anotações do dia. O tempo as estações. Coração inadequado. E o fio tênue de uma história sem importância que ainda se impõe, não sabemos.

### Poemas
Germaine Tailleferre musicou onze de seus poemas em Pancarte pour une porte d'entrée. Eles foram executados por Mario Hacquard e Claude Collet.

## Reconhecimento
Em 1962, Germaine Tailleferre de Les Six compôs onze dos poemas de Pinget em um ciclo de canções intitulado " Pancarte pour Une Porte D'Entrée" (traduzido aproximadamente como "Folheto de entrada") para voz média e piano, encomendado pela americana Soprano e Patrono das artes Alice Swanson Esty.
Uma tradução de uma de suas obras mais conhecidas, The Inquisitory (1962), foi republicada pela Dalkey Archive Press em 2003.

## Citação
“Parece-me que quando você se sente atraído por um escritor, não é sua biografia que lhe interessa. Sempre me surpreendo quando abordamos um escritor com perguntas que nada ou pouco têm a ver com sua obra. Não tenho outra vida senão escrever. Minha existência está em meus livros…”
— Entrevista com Louis-Albert Zbinden, Gazette de Lausanne, 4 de dezembro de 1965

## Publicações

### Romances
- Mahu ou le matériau, 1952, romance, Éditions de Minuit • (ISBN 978-2-70730-488-9)
- Le Renard et la Boussole, 1953, romance, Éditions de Minuit • (ISBN 978-2-70730-345-5)
- Graal Flibuste, 1956, romance, Éditions de Minuit • (ISBN 978-2-70730-490-2)
- Baga, 1958, romance, Éditions de Minuit • (ISBN 978-2-70730-548-0)
- Le Fiston, 1959, romance, Éditions L'Âge d'Homme • (ISBN 978-2-82512-685-1)
- Clope au dossier, 1961, romance, Éditions de Minuit • (ISBN 978-2-70730-492-6)
- L'Inquisitoire, 1962, romance (Prix des Critiques 1963), Éditions de Minuit • (ISBN 978-2-70730-346-2)
- Quelqu'un, 1965, romance (Prix Femina 1965), Éditions de Minuit • (ISBN 978-2-70730-347-9)
- Le Libera, 1968, romance, Éditions de Minuit • (ISBN 978-2-70730-348-6)
- Passacaille, 1969, romance, Éditions de Minuit • (ISBN 978-2-70730-086-7)
- Fable, 1971, récit, Éditions de Minuit • (ISBN 978-2-70731-669-1)
- Cette voix, 1975, romance, Éditions de Minuit • (ISBN 978-2-70730-047-8)
- L'Apocryphe, 1980, romance, Éditions de Minuit • (ISBN 978-2-70730-322-6)
- Monsieur Songe, 1982, romance, Éditions de Minuit • (ISBN 978-2-70730-612-8)
- Le Harnais, 1984, carnets, Éditions de Minuit • (ISBN 978-2-70730-675-3)
- Charrue, 1985, carnets, Éditions de Minuit • (ISBN 978-2-70731-020-0)
- L'Ennemi, 1987, romance, Éditions de Minuit • (ISBN 978-2-70731-126-9)
- Du nerf, 1990, carnets, Éditions de Minuit • (ISBN 978-2-70731-326-3)
- Théo ou Le temps neuf, 1991, romance, Éditions de Minuit • (ISBN 978-2-70731-388-1)
- Taches d'encre, 1997, carnets, Éditions de Minuit • (ISBN 978-2-70731-592-2)
- Mahu reparle, 2009, romance, Editions des Cendres • (ISBN 978-2-86742-166-2)
- La Fissure, précédé de Malicotte-la-Frontière (théâtre), 2009
- Monsieur Songe, suivi de Le Harnais et Charrue, 2011, romance, Éditions de Minuit • (ISBN 978-2-70732-158-9)
- Jean Loiseau, 2009, premier romance inédit, in Histoires littéraires no 40

### Roteiro
- Clope au dossier, Paris, Ed. de Minuit, 1961
- Ici ou ailleurs, Paris, Ed. de Minuit, 1961
- Architruc, Paris, Ed. de Minuit, 1961
- L'Hypothèse, Paris, Ed. de Minuit, 1961
- Identité, Paris, Ed. de Minuit, 1971
- Abel et Bela, Ed. de Minuit, 1971, (Acte Sud, coll. "Répliques", 1992)
- Paralchimie, Paris, Ed. de Minuit, 1973
- Nuit, Paris, Ed. de Minuit, 1973
- Un Testament bizarre, Paris, Ed. de Minuit, 1986

### Teatro
- Lettre morte, 1959
- La Manivelle, 1960
- L'Hypothèse, 1961
- Ici ou ailleurs, Architruc, L'Hypothèse, 1961
- Autour de Mortin, 1993, dialogues, Éditions de Minuit • (ISBN 978-2-70730-489-6)
- Abel et Bela, 1961
- Identité, 1971
- Paralchimie, suivi de Architruc, L'Hypothèse, Nuit, 1973
- Un testament bizarre, et autres pièces (Mortin pas mort, Dictée, Sophisme et sadisme, Le chrysanthème, Lubie), 1986
- De rien, 1992
- L'Affaire Ducreux, et autres pièces (De rien, Nuit, Le bifteck), 1995, théâtre, Éditions de Minuit • (ISBN 978-2-70731-540-3)

### Outras publicações
- Cette chose, 1967, com desenhos de Jean Deyrolle
- Gibelotte, 1994, tirinha, desenhos de Matias